# Pierre Quoniam
Pierre Quoniam, né le 6 novembre 1920 à Bois-Colombes et mort le 17 novembre 1988 à Paris, est un enseignant français spécialiste de la Rome antique et administrateur de musée.

## Biographie
- Agrégé d'histoire et de géographie ;
- Conservateur du musée du Bardo de 1948 à 1954 ;
- Chargé d'enseignement à la faculté des lettres et des sciences humaines de Lyon, nommé en 1959 directeur des Antiquités historiques de la circonscription de Lyon[2],[3] ;
- Directeur du musée du Louvre et professeur à l'École du Louvre de 1972 à 1978[4],[5] ;
- Inspecteur général honoraire des musées de France de 1978 à 1987[4].

## Œuvres
- Pierre Quoniam (préf. Alfred Merlin), Découvertes archéologiques en Tunisie, 1942-1948 : exposition préparée sous la direction de M. P. Quoniam, Tunis, Imprimerie Laporte, 1948.
- Pierre Quoniam, « Fouilles récentes à Bulla Regia », CRAI, vol. 96, no 3,‎ 1952, p. 460-472 (lire en ligne, consulté le 15 novembre 2020).
- Pierre Quoniam, « Circonscription de Lyon », Gallia, vol. 19, no 2,‎ 1961, p. 433-455 (ISSN 0016-4119, lire en ligne, consulté le 15 novembre 2020).
- Pierre Quoniam, L'art de Rome et des provinces dans les collections parisiennes, Direction des Musées de France, 1970, 187 p.
- Pierre Quoniam, Défense du patrimoine national, Éditions de la Réunion des musées nationaux, 1978, 109 p. (ISBN 2711800822).
- Pierre Quoniam et Laurent Guinamard, Le Palais du Louvre, Nathan, 1988, 247 p. (ISBN 2092905511).